# Nižněnovgorodská vodní elektrárna
Nižněnovgorodská vodní elektrárna (rusky Нижегородская ГЭС) je vodní dílo na řece Volha, mezi břehy měst Zavolžje a Goroděc, asi 30 km severně od Nižního Novgorodu. Je součástí Volžsko-kamské kaskády.

## Všeobecné informace
Stavba byla realizována v letech 1947 až 1956.
Celková délka přehradního celku 18 600 m a je největší zemní sypanou hrází v Rusku. Budova elektrárny a přelivová hráz tvoří jeden celek a nacházejí se při pravém břehu. Přelivová hráz je tvořena 12 poli o šířce 20 m, které spolu s průchodem elektrárny umožňují převedení velké vody o průtoku 16 400 m²/s. Zdymadlový systém je tvořen dvěma dvoukomorovými stupni, oddělenými obrovskou zátokou o ploše 845 000 m².
Při stavbě vodní elektrárny bylo přesunuto 47,2 miliónů metrů krychlových zeminy a položeno 1,42 milionu m³ betonu a železobetonu.
Pro spád 14 m bylo instalováno 8 vertikálních Kaplanových turbín o hltnosti 500 m³/s o celkovém výkonu 530,5 MW. Průměrná roční výroba od uvedení do provozu je 119 miliónů kWh.
| 2006  | 2007  | 2008  | 2009  | 2010  | 2011  | 2012  | 2013  | 2014  | 2015  | 2016  | 2017  | 2018  | 2019  | 2020  |
| ----- | ----- | ----- | ----- | ----- | ----- | ----- | ----- | ----- | ----- | ----- | ----- | ----- | ----- | ----- |
| 1 316 | 1 637 | 1 685 | 1 954 | 1 806 | 1 710 | 1 883 | 1 871 | 1 281 | 1 169 | 1 492 | 2 226 | 1 907 | 1 114 | 2 355 |

Prudký nárůst výroby v roce 2017 byl umožněn jednak optimálním zpracováním ploché jarní povodňové vlny, především však dvojnásobným snížením vlastní spotřeby energie.
Od elektrárny se odvíjí deset vedení o napětí 110 kV a dvě o napětí 220 kV.

## Historie vodního díla

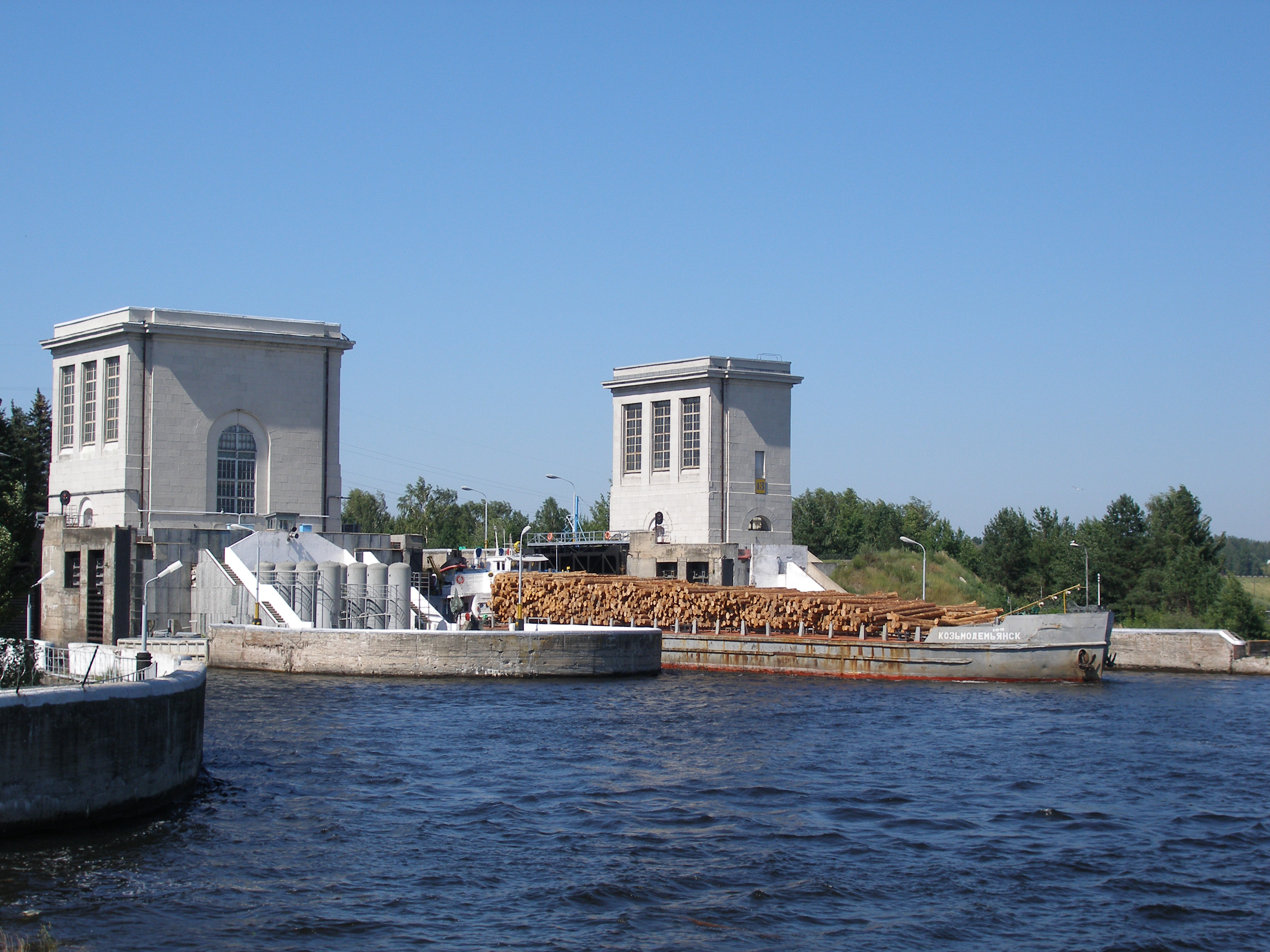
Nižněnovgorodská vodní elektrárna z větší dálky

Projekt výstavby byl schválen 16. listopadu 1947. K založení základů suché jámy došlo až v říjnu 1950. Během prvních výkopových prací byl zjištěn rozpor mezi projektem a skutečností v geologické stavbě podloží. Pokládka betonu byla započata 22. ledna 1953 a ve stejném roce začaly práce na budování zdymadlové soustavy. Koryto Volhy bylo přehrazeno 24. srpna 1955 během deseti hodin. Gorkovská přehradní nádrž byla zaplněna 25. října 1955.
21. prosince 1959 dosáhl výkon elektrárny 520 MW a 29. listopadu 1961 byla stanice zařazena do plného provozu.

## Současnost
Od roku 2017 se vyvíjí studie možnosti zvýšení hladiny nádrže Čeboksarské elektrárny až patě Nižněnovgorodského vodního díla, které by vylepšilo plavební podmínky na úkor výroby vzhledem ke snížení pracovního spádu. V takovém případě by se zvýšila výroba na níže položeném stupni, což by bylo z hlediska výroby výhodnější vzhledem k vyšším průtokům v místě Čeboksarské elektrárny. Obě stanice jsou majetkem společnosti RusHydro, takže jediným protikandidátem jednoznačně výhodného plavebního i energetického řešení jsou ekologické aktivity. Úsek řeky mezi městy Goroděc a Nižnij Novgorod je jediným doposud zachovaným původním řečištěm řeky Volhy na jejím středním toku.